# سیارک ۷۰۴۰۱
سیارک ۷۰۴۰۱ (به انگلیسی: 70401 Davidbishop، نامگذاری:1999RH241) هفتاد هزار و چهارصد و یکمین سیارک کشف شده‌است که در ۱۳ سپتامبر ۱۹۹۹ کشف شد.